# South Wales Argus
Le South Wales Argus est un journal au format tabloïd quotidien publié à Newport au pays de Galles. Il est distribué à Newport, dans le comté Monmouthshire et dans quelques districts environnants.
Le journal est fondé au départ sous l'appellation The South Wales Argus and Monmouthshire Daily Leader le 30 mai 1892. Le 15 mai 1890, la seconde partie du titre, Monmouthshire Daily Leader, est retirée ainsi que l'article défini quelque temps plus tard.
En 1896, le South Wales Argus publie une fausse nouvelle de l'évasion du capitaine Dreyfus emprisonné en Guyane depuis presque deux ans. Imaginé par le frère d'Alfred Dreyfus, cet article fait revenir l'affaire au premier plan.
Le journal est imprimé à hauteur de 30 000 exemplaires et est la propriété de Newsquest, une filiale de Gannett. Depuis sa création jusqu'au 7 mars 2008, le journal était publié le soir imprimé à Newport mais à partir du 10 mars 2008, il devient un journal publié le matin et est imprimé à Oxford ou Worcester.